# Babaksari
Babaksari is een bestuurslaag in het regentschap Gresik van de provincie Oost-Java, Indonesië. Babaksari telt 2130 inwoners (volkstelling 2010).